# Ambrosius Francken I
Ambrosius Francken I, detto il Vecchio (Herentals, 1544 – Anversa, 18 ottobre 1618), è stato un pittore e disegnatore fiammingo, specializzato in grandi pale d'altare e dipinti allegorici..

## Biografia
Apparteneva alla famiglia di pittori Francken. Figlio di Nicolaas, da cui ricevette le basi dell'educazione artistica, e fratello di Frans e Hieronymus, eseguì il suo apprendistato presso Frans Floris.
A partire dal 1559 operò ad Anversa, dove entrò a far parte della Corporazione di San Luca nel 1573 e ne divenne decano nel 1581. Lavorò anche per un certo periodo a Tournai al servizio del vescovo (1569) e, in Francia, a Fontainebleau (1570), dove potrebbe aver avuto l'opportunità di studiare le opere del Primaticcio e di Rosso Fiorentino.
Le sue composizioni, generalmente di grandi dimensioni, presentano reminiscenze francesi e rivelano l'influenza di Frans Floris e soprattutto di Maarten de Vos, come si può notare dal colorito freddo, il disegno duro e la rigidità della composizione soprattutto nell'ultimo decennio del XVI secolo. Nei primi anni del XVII secolo l'artista modificò il suo stile iniziando ad utilizzare colori più caldi e a comporre i suoi dipinti in modo più libero.
Fu suo allievo il nipote Hieronymus.

## Opere
- Deposizione dalla croce, olio su tavola, 122 x 95 cm, 1580, Cattedrale di Anversa
- Trittico di San Crispino e San Crispiniano, 1589
- Il ratto di Deianira, 1596, Museo d'Aix-en-Provence
- La moltiplicazione dei pani e dei pesci, 1598
- La Trinità, 1608, Chiesa di San Giacomo, Anversa
- Il martirio e la carità dei Santi Cosma e Damiano
- Trittico del Santissimo Sacramento
- Scene della vita di San Sebastiano
- Il martirio e la decapitazione di San Giorgio, Museo d'Anversa